# 陈万仞
陈万仞（1885年—1962年），字鸣谦，四川仁寿县宝马乡人。中华民国军事将领。

## 生平

### 辛亥革命时期
陈万仞幼年就读本地，光绪二十八年（1902年），考入四川省武备学堂，毕业后，他与张思聪、彭家珍等七人（由四川总督锡良）选入日本士官学堂学习军事，并在东京加入中国同盟会。1907年陈万仞返川，任弁目队见习官。四川创办新军后，调任前队排长，不久升任队官。宣统三年，陈万仞赴北平参观秋操，正值武昌起义，他组织参与北平、天津、保定等地同盟会员（京津同盟会分会）参与反清活动，会同金堂彭家珍在北平东单牌楼炸袁世凯但并未成功，之后他们在光明殿胡同炸死清廷禁卫军总领兼军咨府军咨使觉罗良弼。次年，陈万仞返回四川，任都督府顾问。1913年二次革命爆发，熊克武在重庆讨伐袁世凯，陈任熊部第一支队参谋。川军战败后，熊、陈被通缉，两人同赴日本，一年后返回成都，被逮捕入狱。袁世凯曾电令唐继尧杀死杨森和陈万仞，由于黄毓成力保两人不死。

### 四川军阀时期
袁世凯去世后，陈万仞出狱。1919年，他担任川军第一军3师邓锡侯旅的团长，期间计划倒邓，为邓觉察，去职返回成都。1923年，改任川军刘成勋部纵队长，旅长及第3师师长。1927年6月，刘成勋部为刘文辉击溃。同月29日，刘成勋通电下野，该部孙涵、羊仁安、贺中强通电就任刘文辉所委川康边防军正副司令职，陈万仞任川康边防军第六路司令，之后降为旅长。1932年，二刘发动川西会战，陈万仞在仁寿北斗倒戈，归附刘湘，升为第21军第5师师长。1932年，驻防黔江、彭水，阻止中国工农红军北上。1936年2月26日，授少将衔，同年10月28日晋中将衔。

### 抗日战争
抗日战争爆发后，1937年，刘湘率部出川抗战，陈万仞任第23集团军148师师长。11月19日，陈万仞部抵达汤阴与日军作战，正准备由淇县西北进攻鹤壁。之后奉南京急电，驰赴南线战场，拱卫南京外围。1938年刘湘病逝，潘文华返川。1938年3月6日，陈万仞升任第23军副军长；同年9月29日，升任军长，在皖南与日军作战。1939年2月4日，担任21军军长。在长江以南，东起芜湖、荻港，西至鄱阳湖东南湖口，参加1939年的冬季攻势（安慶蕪湖戰鬥）。1940年，率部攻克日军马当要塞，获二等云麾勋章。1941年春，陈万仞调驻屯溪，任第23集团军副司令兼21军军长。1942年5月浙赣会战，其部成功布置地雷战，炸死日军第十五师团师团长酒井直次。然而期间，他也指使部下陈子聪、雷赞成等在宁波、上海等地贩货走私，兼以武器售予汪精卫政权。

### 国共二次内战与晚年
1945年抗日战争胜利后，陈万仞到上海与范绍增、杜月笙、杨啸天等合作，操纵旧部在上海、天津、香港、昆明等地贩卖鸦片。1949年，他与唐式遵同道返成都闲居，同年组织在乡军官联谊会，任理事长。解放军发动西南战役前，经唐式遵举荐，1949年12月，蒋介石委任他为西南第二路游击副司令（总司令为唐式遵）。陈万仞收集散兵游勇数百人组成游击队，两次派其子陈世芳与唐联系，组织暴乱。解放军抵成都时，陈于12月28日以军官会名义宣布起义。解放军攻占成都后，陈万仞任成都市各界人民代表会特邀代表。1956年，为市政协委员。1957年，被定为右派分子。1962年，陈万仞在成都病逝。1979年1月22日，中共成都市政协党组对陈万仞右派分子问题作了纠正。